# Décès en 957
Décès
- 953
- 954
- 955
- 956
- 957
- 958
- 959
- 960
- 961

Cette page dresse une liste de personnalités mortes au cours de l'année 957 :
- 14 juin : Guadamir (en), évêque de Vic.
- 6 septembre : Ludolphe duc de Souabe déchu, lors d'une campagne en Italie contre Bérenger II[1].
- 19 septembre : Lantpert von Freising (it), évêque germanique.
- 27 novembre : Arnaud Ier de Carcassonne, comte de Comminges et de Carcassonne.

- Dedi de Hassegau, noble germanique.
- Georges II d'Abkhazie, roi d’Abkhazie de la dynastie des Antchabadzé.
- Istakhri, géographe médiéval persan.
- Marzuban ibn Muhammad (en), roi d'Azerbaïdjan iranien.
- Ruzbahan (en), militaire au service des Bouyides.

date incertaine (vers 957)
- Arinjaya Chola (en), roi des Chola.

## Crédit d'auteurs
- Cet article est partiellement ou en totalité issu de l'article intitulé « 957 » (voir la liste des auteurs).